# Robert Kalinowski (strongman)
Robert Kalinowski (ur. 1971 w Płocku) – polski strongman oraz aktor.

## Życiorys
Mieszka w Płocku, ukończył szkołę mistrzostwa sportowego w Płocku. Od wczesnych lat zajmował się sportem. Szkoła podstawowa to kilkuletnie zmagania się z piłką nożną, oraz kolarstwem. W roku 1986 zwerbowany do Szkoły Mistrzostwa Sportowego w wioślarstwie. Rok później mistrz polski juniorów w czwórce ze sternikiem, oraz reprezentant kadry Polski juniorów. Zafascynowany dyscypliną strongman startuje od 2002 roku w regionalnych zawodach w Płocku. Ma żonę Izę, z którą mają dwie córki Karolinę oraz Kasię. Wspólnie z żoną prowadzi fitness club w Płocku. Trenował również boks i kick-boxing.

## Kariera sportowa

### Osiągnięcia
Strongman:
- 2014: Wicemistrz Świata Strongman Masters 2014, Belfast
- 2016: Wicemistrz Masters Strongman
- 2016/2017: Mistrz Polski w przeciąganiu ciągnika
- 2016: Mistrz Polski w Mas-wrestling
- 2016: 4 Miejsce – Mistrzostwa Świata w Kirgistanie w Mas-wrestlingu
- 2004: Strongman w ścisłej czołówce mistrzowskiej
- 1987: Mistrz Polski juniorów w wioślarstwie
- 1988: Brązowy medal mistrzostw Polski w wioślarstwie
- 2003: 3 miejsce w otwartych mistrzostwach Płocka w Strongman
- 2005: 1 miejsce Herkules, Radom
- 2014: Mistrz Polski Strongman Masters
- 2014: Wicemistrz Świata Belfast
- 2015: Wicemistrz Polski Masters
- 2016: Wicemistrz Polski Masters
- 2017: 3 miejsce Mistrzostwa Polski Masters
- 2016: 4 miejsce – Mistrzostwa świata w masz wrestlingu, Kirgistan
- 2016: Mistrz Polski – masa wrestling, Międzyzdroje
- 2016: 1 miejsce – masa wrestling – puchar Polski, Nadarzyn
- 2017: Mistrz Polski – w przeciąganiu ciągnika
- 2016: Mistrz Polski – w przeciąganiu ciągnika
- 2014: Wicemistrz Polski – w przeciąganiu tira
- 2006: 3 miejsce w przeciąganiu samolotu 41 ton, Gdańsk
- 2009: 1 miejsce Polska-Węgry, Przemęt
- 2008: 2 miejsce puchar – Polski Jarosławiec
- 2006: 2 miejsce puchar – Polski Jarosławiec
- 2009: 3 miejsce – międzynarodowe zawody Strongman, Kaczory
- 2007: 3 miejsce – puchar Polski, Miejska Górka
- 2006: 1 miejsce – mistrzostwa Otwocka
- 2009: 1 miejsce – puchar Polski, Brudzew
- 2006: 2 miejsce – zmagania Tytanów, Kętrzyn
- 2006: 1 miejsce – puchar Polski, Piła
- 2010: 2 miejsce – puchar Polski, Olsztyn

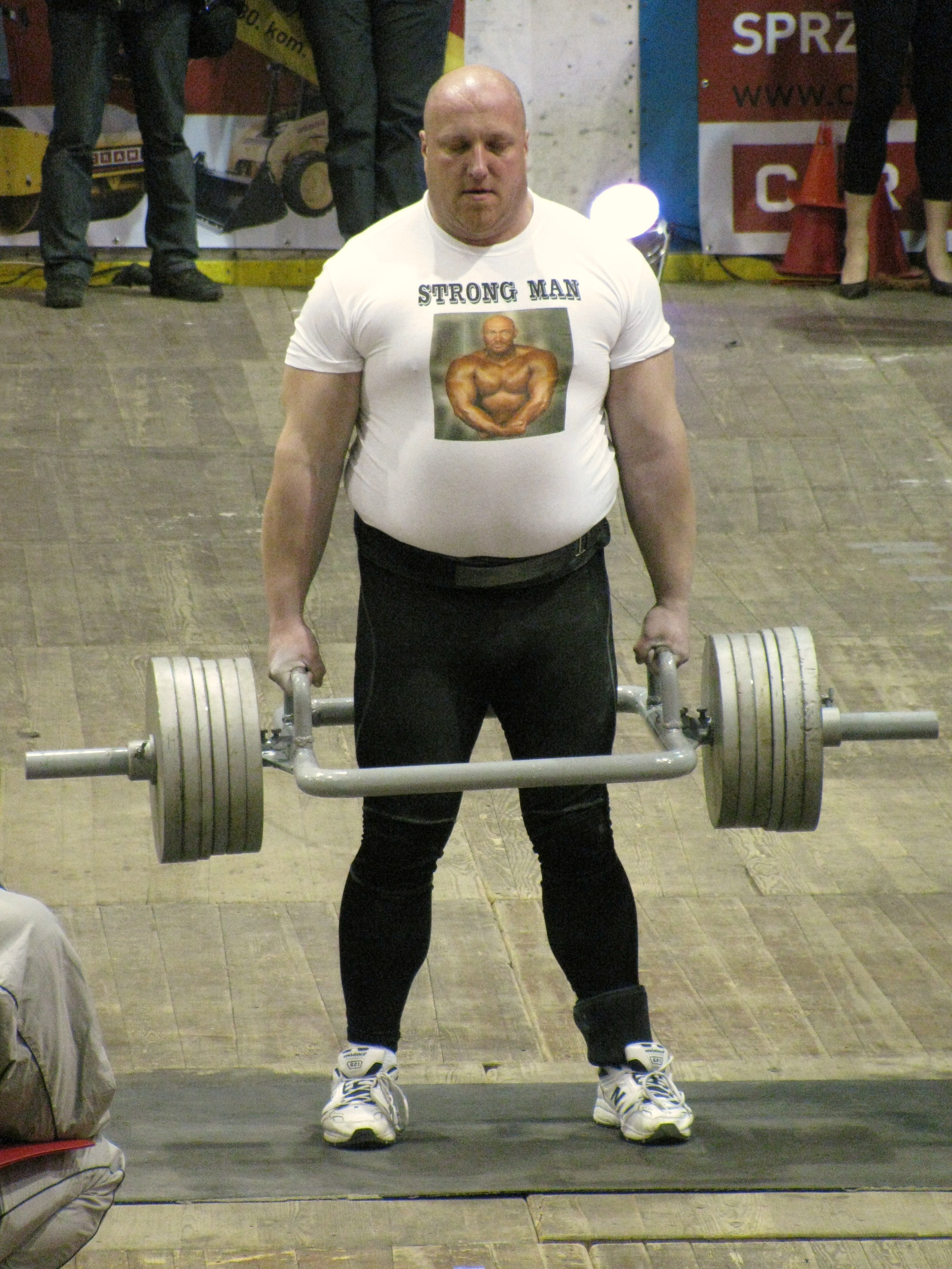
Robert Kalinowski w konkurencji: trzymanie ciężaru na czas

- 2010: 2 miejsce – puchar Polski, Miejska Górka
- 2010: 2 miejsce – puchar Polski Małkinia
- 2010: 2 miejsce – puchar Polski, Lidzbark
- 2010: 2 miejsce – puchar Polski, Warka

### Rekordy[4]
- Przysiad – 300 kg
- Wyciskanie – 230 kg
- Martwy ciąg – 350 kg

### Wymiary[2][5]
- Wzrost – 191 cm
- Waga – 160 kg
- Biceps – 53 cm
- Klata – 145 cm
- Pas – 110 cm
- Numer buta – 46

## Filmografia[6][7]
| Filmy fabularne | Filmy fabularne           | Filmy fabularne      |
| Rok             | Tytuł                     | Rola                 |
| --------------- | ------------------------- | -------------------- |
| 2015            | Legendy polskie (SMOK)    | osiłek smoka         |
| 2018            | Podatek od miłości        | mężczyzna na siłowni |
| 2018            | Pitbull. Ostatni pies     | (gangster)           |
| 2020            | Pętla                     | człowiek „Anglika”   |
| 2020            | Jak najdalej stąd         | sąsiad dresiarz      |
| 2020            | Banksterzy                | ochroniarz „Pawcia”  |
| 2021            | Dymki                     | Mambo / Rambo        |
| 2022            | Plan lekcji               | Olbrzym              |
| 2024            | Jak ukradłem 100 milionów | więzień              |

| Seriale fabularne | Seriale fabularne                                                                          | Seriale fabularne                                                            |
| Rok               | Tytuł                                                                                      | Rola                                                                         |
| ----------------- | ------------------------------------------------------------------------------------------ | ---------------------------------------------------------------------------- |
| 2016              | Na sygnale (odc. 99 – Linicz)                                                              | mężczyzna                                                                    |
| 2017              | Na sygnale (odc. 163 – Pierwsza krew)                                                      | ochroniarz w klubie                                                          |
| 2017              | Lekarze na start (odc. 31)                                                                 | Kizior, który pobił Łukasza Zbierskiego                                      |
| 2017-2022         | Sprawiedliwi – Wydział Kryminalny                                                          | Macher/Dwojrak/Oskar Grabarz/Robert/Szymon Malewski                          |
| 2018              | W rytmie serca (odc. 29 – Niespodziewane spotkanie)                                        | "koks" osadzony w Zakładzie Karnym w Puławach wspólnie z Dorianem Raczyńskim |
| 2018              | Mecenas Lena Barska (odc. 12)                                                              | opiekun „Vanessy”                                                            |
| 2018              | Barwy szczęścia (odc.1808, 1811, 1815)                                                     | Gustaw „Dziku” Dzikowski                                                     |
| 2018–2019         | Lombard. Życie pod zastaw                                                                  | gangster „Kielak”                                                            |
| 2019              | Diagnoza (odc. 54 – Epilog)                                                                | aresztant                                                                    |
| 2019–2020         | Miasto długów (odc. 14)                                                                    | ochroniarz z klubu                                                           |
| 2019–2021         | Zakochani po uszy (odc. 66, 276)                                                           | klient – odc. 66, komornik – odc. 276                                        |
| 2020              | Pętla (miniserial)                                                                         | człowiek „Anglika”                                                           |
| 2021              | Na sygnale (odc. 293 – Ludzie wstydu nie mają)                                             | sąsiad                                                                       |
| 2021              | Chyłka. Inwigilacja (odc. 2)                                                               | narodowiec pod bramą więzienia; nie występuje w napisach                     |
| 2021              | Barwy szczęścia (odc. 2525, 2526)                                                          | Graca                                                                        |
| 2021              | Troje pod przykrywką (odc. 9)                                                              | „Baron”                                                                      |
| 2022              | Dzielnica strachu (odc. Głosy w mojej głowie - 81)                                         | Kordian Cymański                                                             |
| 2022              | Barwy szczęścia (odc.2596, 2597, 2719)                                                     | Graca                                                                        |
| 2022              | Sługa narodu (odc. 1, 2, 3, 4, 5, 7)                                                       | ochroniarz Kuba                                                              |
| 2023              | Sługa narodu (odc. 13, 14, 15, 16, 18, 20, 22, 23, 24, 25, 26, 28, 29, 30, 31, 32, 33, 34) | ochroniarz Kuba                                                              |
| 2024              | Sługa narodu (odc. 35, 36, 37, 38, 39, 41, 42, 46, 47)                                     | ochroniarz Kuba                                                              |
| 2024              | Dzielnica strachu (odc. Twarda Sztuka – 307)                                               | Aleksander Burski                                                            |